# Piotr
Piotr ist ein polnischer männlicher Vorname.

## Herkunft und Bedeutung
Der Name ist die polnische Form von Peter.

## Varianten
- Pjotr (russisch, belarussisch)

## Bekannte Namensträger
- Piotr Adamczyk (* 1972), polnischer Schauspieler
- Chrystian Piotr Aigner (1756–1841), polnischer Architekt und Architekturtheoretiker
- Piotr Anderszewski (* 1969), polnischer Pianist
- Piotr Bobras (* 1977), polnischer Schachgroßmeister
- Piotr Chmielewski (* 1970), polnischer Radrennfahrer
- Piotr Dwojak (* 1982), deutscher Schauspieler und Musiker
- Piotr Elert (* um 1575; † um 1653), polnischer Komponist
- Piotr Fijas (* 1958), polnischer Skispringer
- Piotr Giza (* 1980), polnischer Fußballspieler
- Piotr Gładki (1972–2005), polnischer Marathonläufer
- Piotr Jaroszewicz (1909–1992), polnischer General und Politiker
- Piotr Kudlik (* 1990), polnischer Poolbillardspieler
- Piotr Lachert (1938–2018), polnischer Komponist, Pianist und Dichter
- Piotr Lenar (* 1958), polnischer Kameramann
- Piotr Mazur (* 1982), polnischer Radrennfahrer
- Piotr Nowak (* 1964), polnischer Fußballspieler
- Piotr Nurzyński (* 1989 oder 1990), polnischer Pokerspieler
- Piotr Perkowski (1901–1990), polnischer Komponist
- Piotr Rysiukiewicz (* 1974), polnischer Leichtathlet
- Piotr Skarga (1536–1612), polnischer Jesuit, Prediger, Hagiograph und Polemiker
- Piotr Skrzynecki (1930–1997), polnischer Kabarettist
- Piotr Sobociński (1958–2001), polnischer Kameramann
- Piotr Szczęsny (1963–2017), polnischer Chemiker
- Piotr Trochowski (* 1984), deutscher Fußballspieler
- Piotr Trzaskalski (* 1964), polnischer Filmregisseur
- Piotr Ugrumow (* 1961), lettischer Radrennfahrer
- Piotr Wadecki (* 1973), polnischer Radrennfahrer
- Piotr Zaradny (* 1972), polnischer Radrennfahrer
- Piotr Zaremba (1910–1993), polnischer Stadtplaner und Architekt, Stadtpräsident von Stettin